# Дрьомов Павло Леонідович
Павло́ Леоні́дович Дрьо́мов (22 листопада 1976, Кадіївка, Луганська область, Українська РСР, СРСР — 12 грудня 2015, Первомайськ, Україна) — український колабораціоніст із Росією, «отаман» підрозділу «Донських козаків», комендант окупованого Стаханова під час російсько-української війни. Ватажок самопроголошеної «Стаханівської козацької народної республіки» (сепаратистської квазідержави на території іншої квазідержави — «Луганської народної республіки») з 14 вересня 2014 по лютий 2015 роки.

## Біографія
Павло Дрьомов народився в Стаханові. У деяких джерелах зазначено, що майбутній «козацький отаман» проходив службу в лавах радянської армії у ранзі «сержанта» чи «молодшого сержанта», однак ця інформація, очевидно, не відповідає дійсності, адже призовного віку Дрьомов набув уже після розпаду СРСР. До 2014 року працював мулярем.

## Війна на сході України
Під час війни на сході України був призначений «отаманом» Козіциним комендантом Стаханова та куратором Первомайська. 14 вересня 2014 року стахановське угруповання заявило про вихід з-під юрисдикції «Луганської народної республіки», а Дрьомов проголосив створення «незалежної» «Стаханівської козацької народної республіки». Керував Козачою національною гвардією, що станом на жовтень 2014 року налічувала близько 470 бійців. Тісно співпрацював з батальйоном Олексія Мозгового «Призрак», однак згодом стосунки між двома польовими командирами відчутно зіпсувалися через відступ Мозгового під час одного з боїв. Перебував у стані перманентного ідейного протистояння з керівництвом Луганської народної республіки в особі Ігоря Плотницького. Звинувачував останнього в ігноруванні інтересів жителів Стаханова та таємній торгівлі вугіллям з українською владою.
29 грудня 2014 року виступив з відкритим зверненням, у якому звинуватив Ігоря Плотницького та його людей у мародерстві, розкраданні вантажів т. зв. «гуманітарних конвоїв», тиску на виборців заради власної вигоди та порушенні соціальних інтересів жителів території ЛНР. У цьому ж зверненні Дрьомов заявив, що має серйозний компромат на очільника республіки та зазначив, що не ставить собі за мету створення Козацької народної республіки, а згоден на перебування у складі ЛНР за умови, що Плотницький та його поплічники не братимуть участі в керівництві державним утворенням.

| Їм потрібен піар, показати що вони щось роблять, а самі сидять на дупі рівно. Ось уявіть: ми підемо, а вони так само будуть сидіти і «доповідати ситуацію». До влади прийшли більші злодії аніж були, хочемо ми цього чи ні. В єбаному ОДА сидять ті ж хто сиділи, та бляді до того як ми їх скинули. Ті ж самі репи — «на манежі одні й ті ж». Подивіться, вони там блядь просто охуїли. Оригінальний текст (рос.) Им нужно пропиарится, показать что они что-то делают, а сами сидят на жопе ровно. Вот представьте если не станет нас с вами они так же будут сидеть и «докладывать обстановку». Пришли большие воры чем были, хотим мы етого или нет. В ёбаном ОДА сидят те же кто сидели, да бляди до того как мы их скинули. Те же рожи — «на манеже одни и те же». Посмотрите они там блядь просто там охуели |
| — Павло Дрьомов, 29 грудня 2014. |

## Загибель
5 грудня 2015 року Дрьомов одружився в Санкт-Петербурзі з громадянкою Росії, а 12 грудня збирався відсвяткувати весілля у Стаханові. Того ж дня він помер у результаті підриву автомобіля, у якому їхав зі Стаханова до Первомайська. Дрьомов помер на місці, його водія вибуховою хвилею викинуло з машини, згодом він теж помер, не доїхавши до лікарні. Один з очільників ЛНР звинувачує в цьому українську диверсійну групу. Директор Департаменту комунікацій МВС України Артем Шевченко вважає, що «загибель Дрьомова, як власне, і попередніх ватажків терористів у „ЛНР“ (Бєднова, Іщенка, Мозгового) могла бути наслідком суперечок між неконтрольованими козачими ватажками та їхніми російськими кураторами».